# Islam in Francia

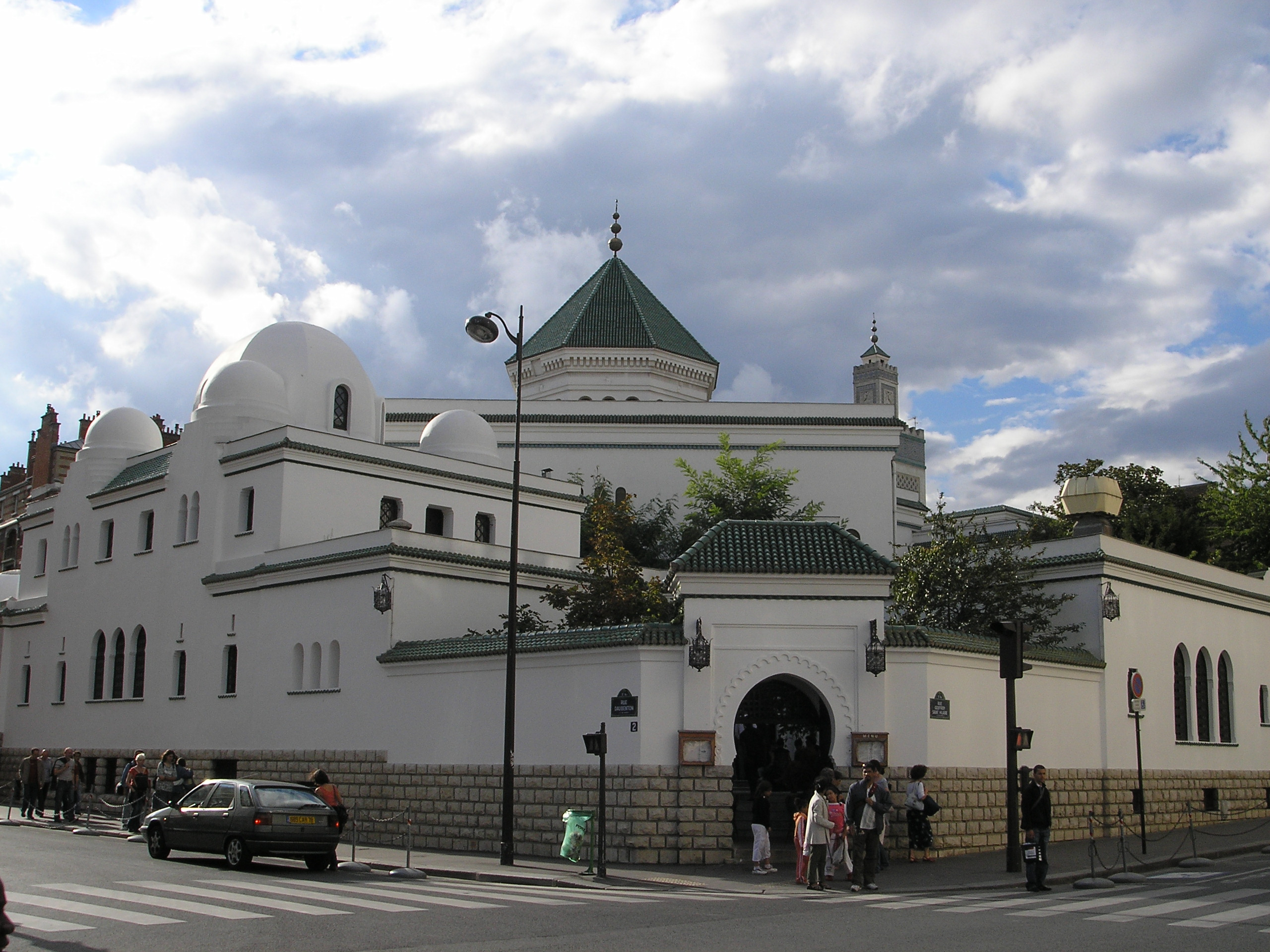
La grande moschea di Parigi

L'islam in Francia è la seconda religione più diffusa nel Paese dopo il cristianesimo. La comunità islamica in Francia si è costituita soprattutto a partire dal XX secolo attraverso l'immigrazione da Maghreb, Africa subsahariana e Medio Oriente. Rappresentante oggi tra il 5% e il 10% della popolazione nazionale, quella francese costituisce la più vasta comunità islamica in Europa occidentale. La grande maggioranza dei musulmani in Francia sono sunniti.

## Caratteristiche

### Demografia
Oltre ai musulmani francesi immigrati, vi contano oltre 100000 convertiti francesi; si contano migliaia di conversioni ogni anno.
Il dipartimento d'oltremare delle Mayotte ha una popolazione in cui la maggioranza è di fede musulmana.

### Correnti
A partire dagli anni 2010 sono emerse iniziative di matrice islamica liberale, tra le quali congregazioni a guida di imam donne, quali Kahina Bahloul, Eva Janadin e Anne-Sophie Monsinay, e l'imam omosessuale Ludovic-Mohamed Zahed.

### Pratica religiosa
Recenti indagini hanno rilevato una crescita della pratica religiosa tra i giovani musulmani francesi.